# Малая Лосиха
Малая Лосиха — река в России, протекает по Косихинскому району Алтайского края. Устье реки находится в 91 км по правому берегу реки Лосиха. Длина реки составляет 28 км, площадь водосборного бассейна 194 км².

## Данные водного реестра
По данным государственного водного реестра России относится к Верхнеобскому бассейновому округу, водохозяйственный участок реки — Обь от города Барнаул до Новосибирского гидроузла, без реки Чумыш, речной подбассейн реки — бассейны притоков (Верхней) Оби до впадения Томи. Речной бассейн реки — (Верхняя) Обь до впадения Иртыша.